# 944 Hidalgo
944 Hidalgo là một vật thể nhỏ trong Hệ Mặt Trời nằm bên ngoài Sao Mộc, có vận tốc quỹ đạo là 13,77 năm.